# Babelomurex finchii
Babelomurex finchii, tên tiếng Anh: Finch's Latiaxis, là một loài ốc biển, là động vật thân mềm chân bụng sống ở biển trong họ Muricidae, họ ốc gai.

## Miêu tả
Loài này có kích thước giữa 20 mm và 50 mm

## Phân bố
Chúng phân bố ở Thái Bình Dương dọc theo Nhật Bản, Đài Loan và Philippines.

## Hình ảnh

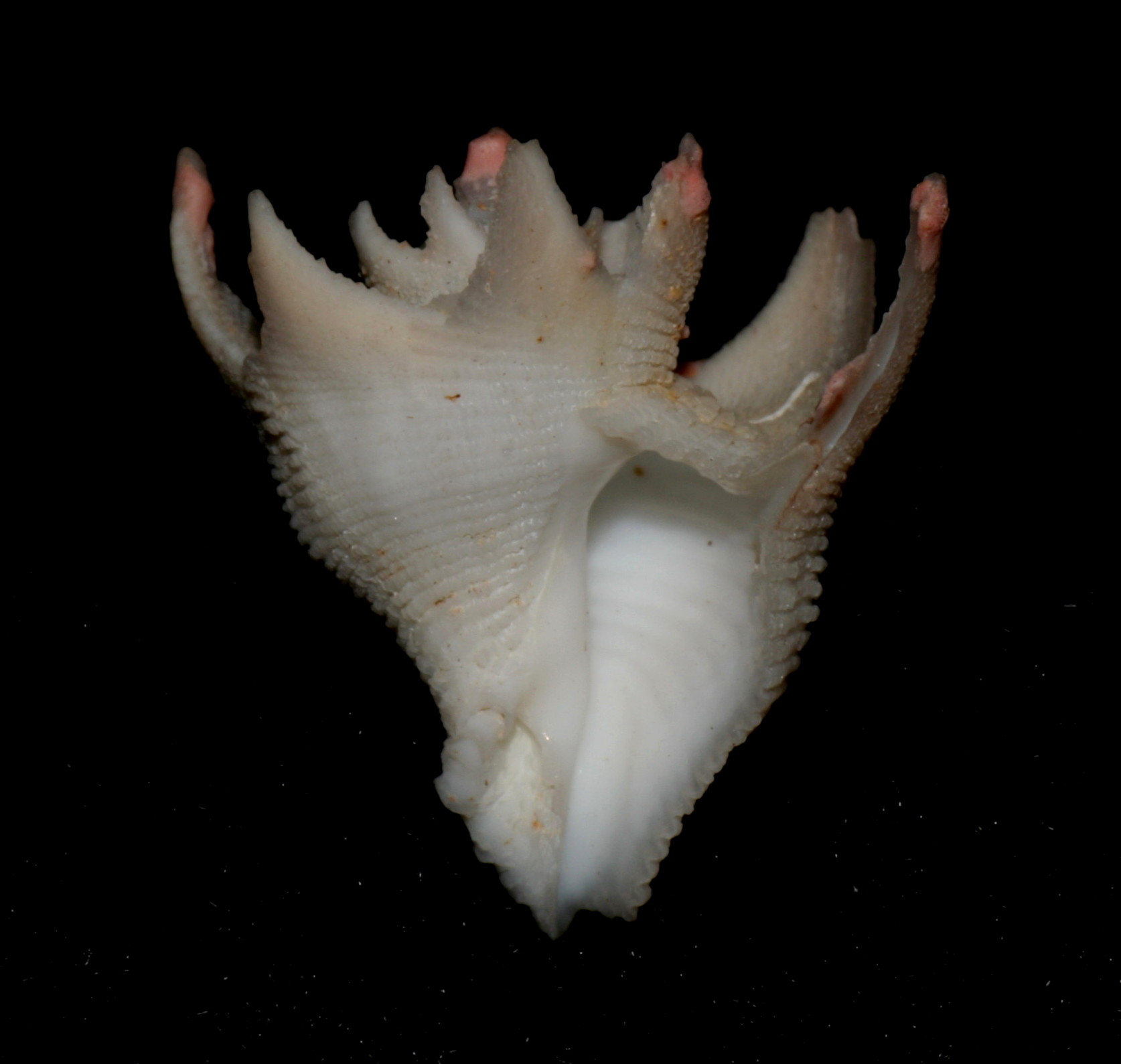